# Icônes du registre des fêtes de Gorodets
Les Icônes du registre des fêtes de Gorodets sont cinq icônes qui étaient groupées au bas d'une iconostase dans le registre des fêtes de Gorodets, ville russe située le long de la Volga. Elles sont toutes les cinq de dimensions similaires (environ 90 × 63 cm), ce qui indique qu'elles faisaient partie du même registre. Elles datent de la seconde moitié ou de la fin du XVe siècle. Leurs auteurs sont inconnus. Trois d'entre elles se trouvent aujourd'hui à la Galerie Tretiakov et deux au Musée national de peinture de Kiev. Ce sont :
- La Cène au musée national de peinture de Kiev,
- Descente de croix à la Galerie Tretiakov,
- Mise au tombeau ou La Déploration du Christ à la Galerie Tretiakov,
- La Descente aux Enfers à la Galerie Tretiakov,
- La Décollation de Jean le Baptiste actuellement au Musée national de peinture de Kiev.

Le registre des fêtes se trouvait dans les iconostases immédiatement au-dessus des grandes icônes et en dessous du registre des déisis. Le quatrième registre concernait les icônes des prophètes et le cinquième les icônes des patriarches. 

## Histoire
L'origine des icônes reste controversée. Les icônes ont été acquises à Gorodets sur la Volga par Ilya Ostroukhov. Selon des informations qui ne sont pas tout à fait fiables, le marchand qui a vendu les icônes les avait acquises à Kargopol. Les principales églises de Gorodets – la cathédrale de la Trinité (1644), l'église Saint-Nicolas (1672) et le monastère Fedorovski – ont été détruites à l'époque soviétique et l'endroit précis où se trouvait l'iconostase des cinq icônes n'est plus cité dans les sources. 

## Style des icônes
Les icônes combinent de manière très particulière les traditions de Moscou (la légèreté des figures, délimitées par une ligne lisse et flexible, des traits fins et subtils du visage) avec celles de Novgorod (les couleurs). Mais les couleurs de ces cinq icônes semblent quelque peu atténuées par rapport à celles vives et accrocheuses de celles de Novgorod. Les deux icônes les plus proches du style de Novgorod sont La Descente de Croix et la Mise au Tombeau. Les dessins sont concis, les silhouettes sont accentuées, le rythme des lignes et le contraste des couleurs mettent en valeur des émotions fortes. 

## Auteurs
Les auteurs pourraient être des artistes sortis du milieu artistique de Novgorod, lorsque Ivan III, après la défaite de Novgorod devant Moscou, les a réinstallés de force à Nijni Novgorod. Éloignés de leur sol natal, ils pouvaient créer des œuvres dans lesquelles les traditions de Moscou étaient organiquement combinées avec celles de Novgorod. À cet égard, l'hypothèse de Nadejda Mniova sur l'origine des cinq icônes à Nijni Novgorod peut être acceptée comme hypothèse de travail. L'historien Konrad Onasch émet quant à lui l'hypothèse suivant laquelle le peintre Dionisius serait le créateur de ces icônes.

Icônes du registre des fêtes de Gorodets.
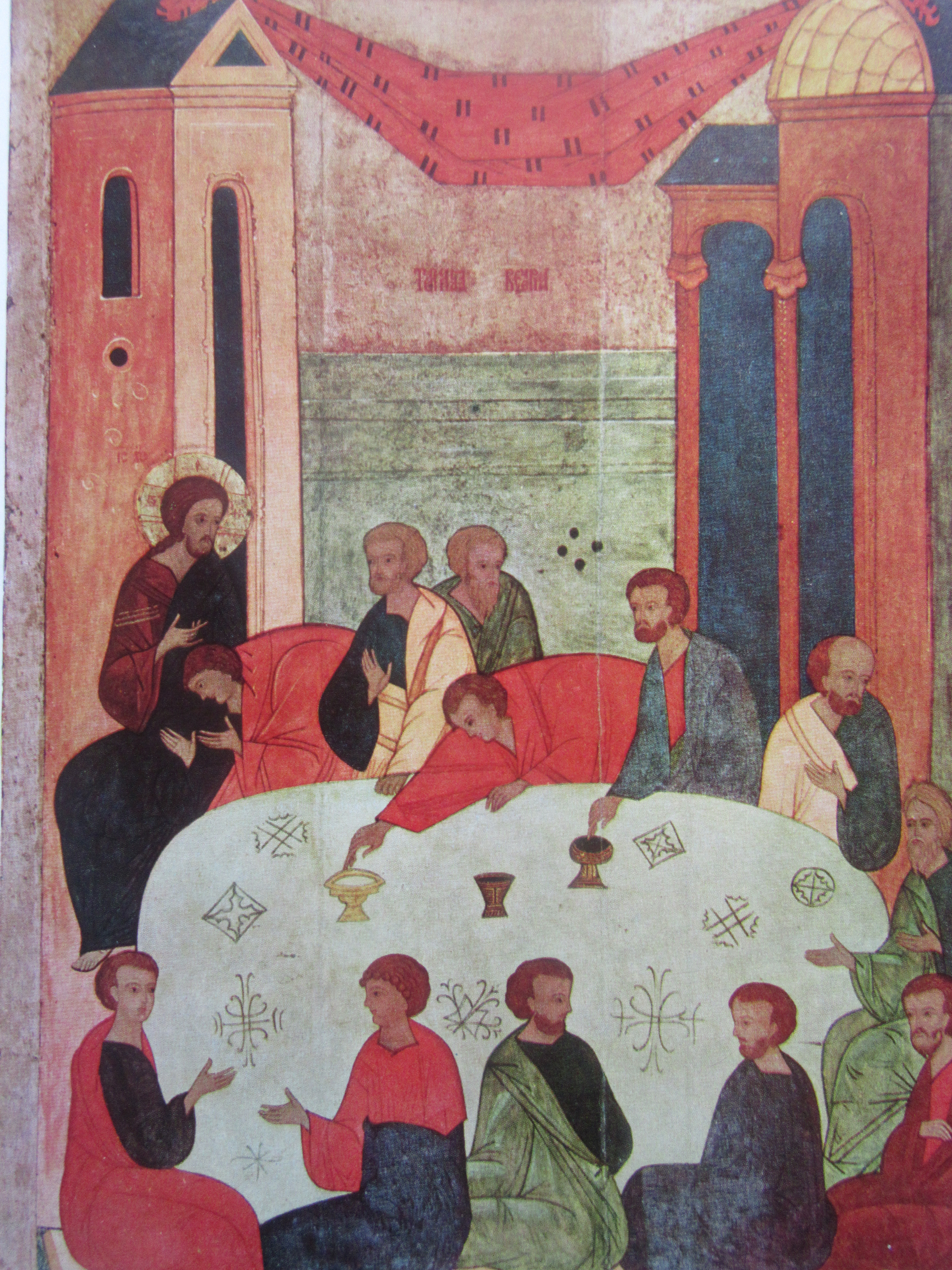
La Cène.
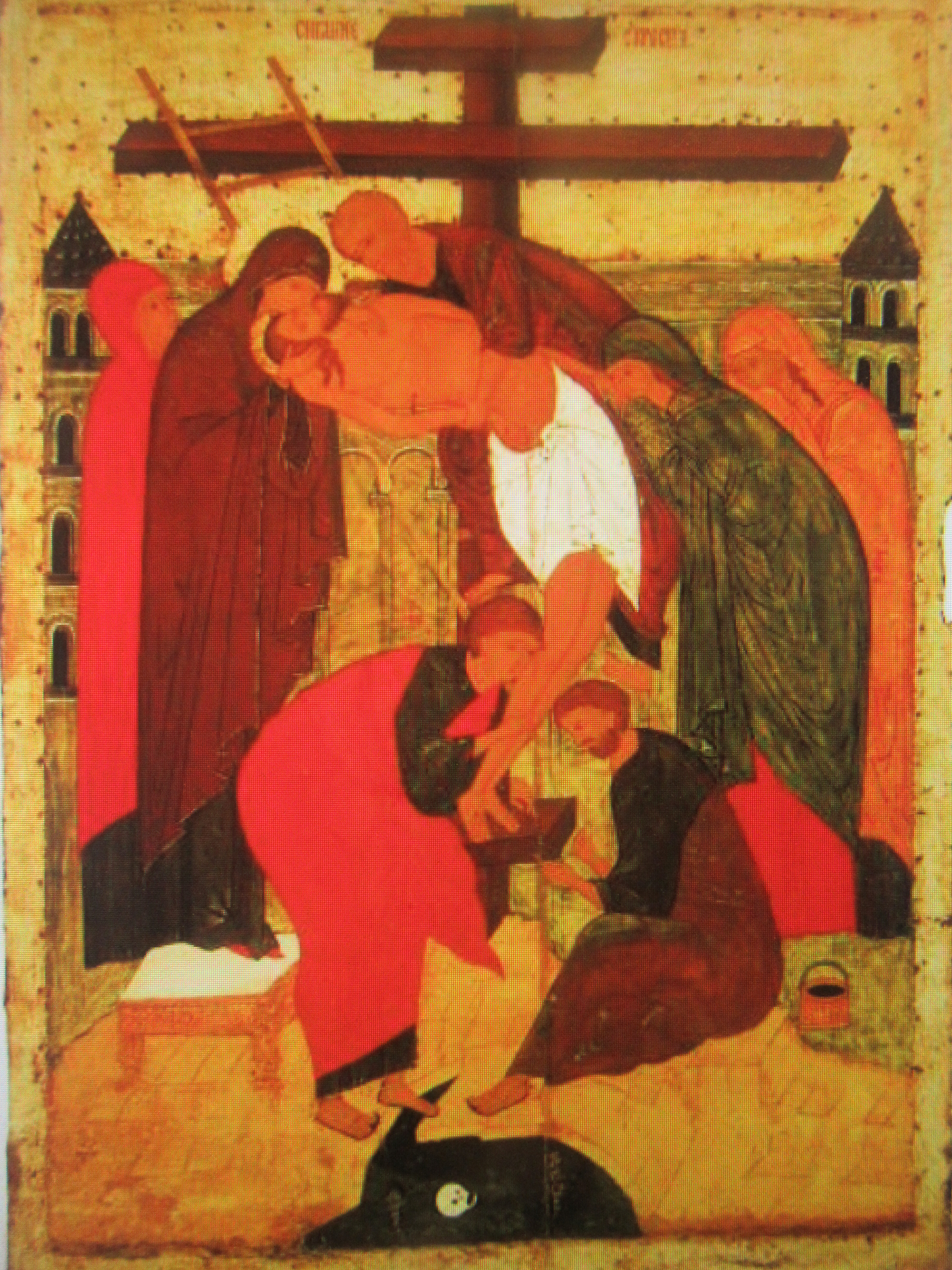
Descente de croix.
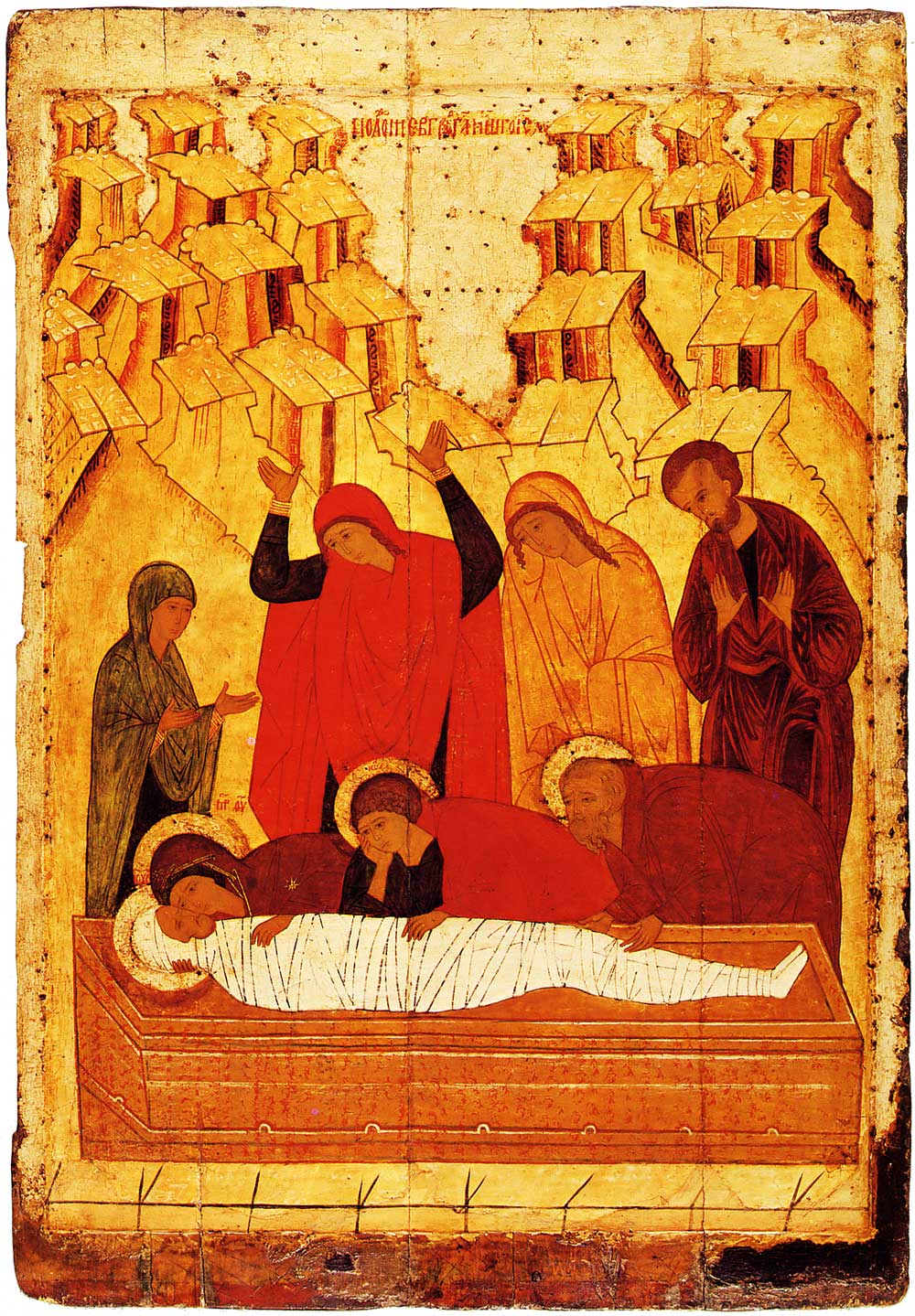
Mise au tombeau.
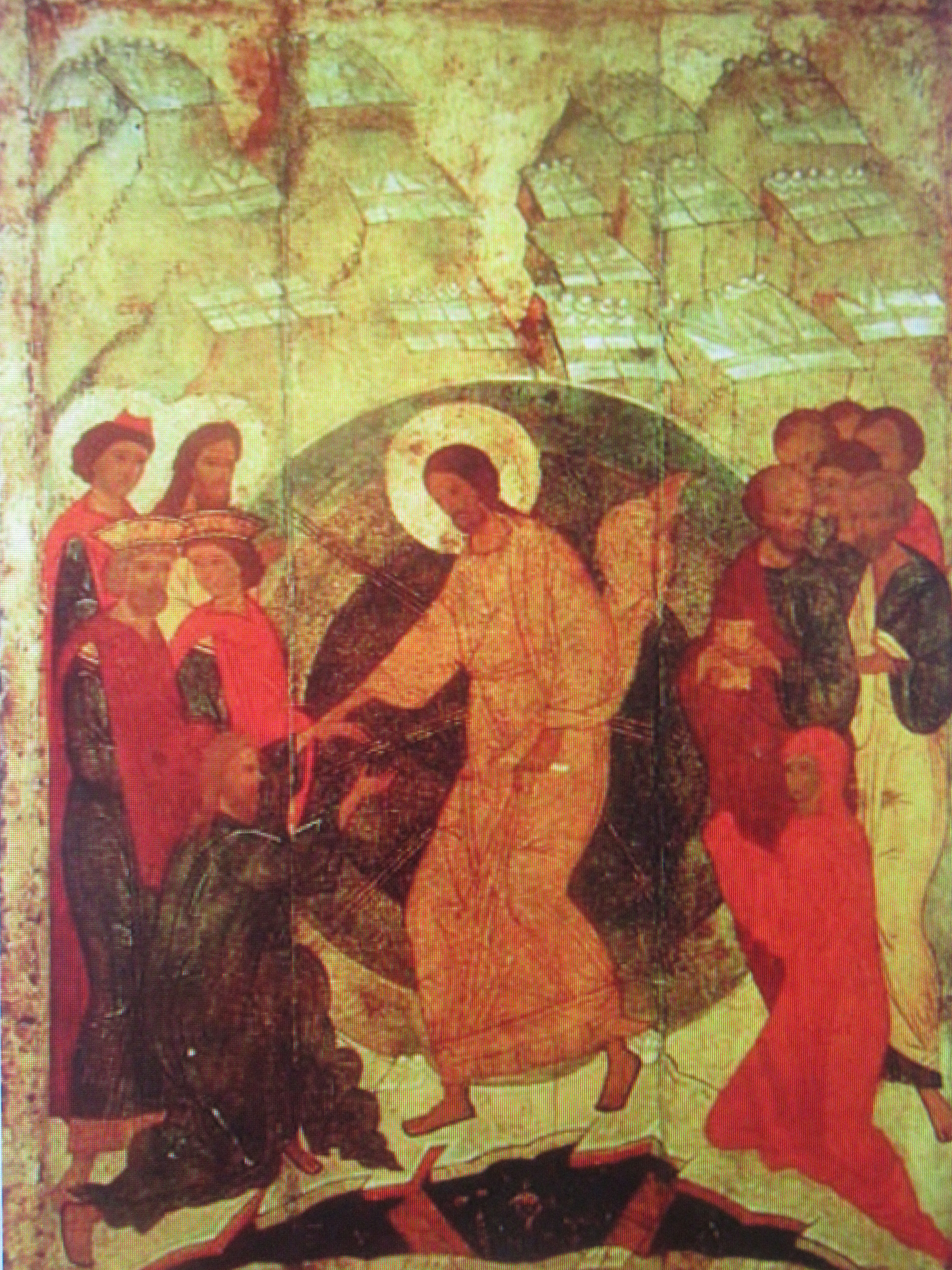
Descente aux Enfers.
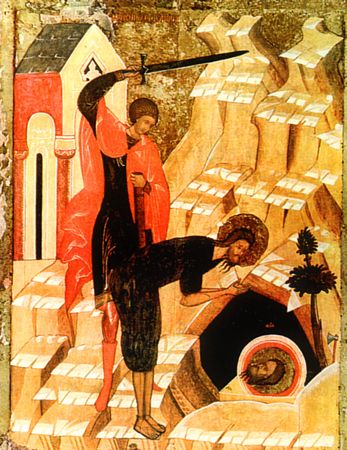
Décollation de Jean le Baptiste.